# Lochaber-Partie-Ouest
Lochaber-Partie-Ouest är en kommun av typen kanton (municipalité de canton) i provinsen Québec i Kanada. Den ligger i regionen Outaouais, i den sydöstra delen av landet, 40 km nordost om huvudstaden Ottawa. Antalet invånare var 926 vid folkräkningen 2021. Landarean är 57 kvadratkilometer.